# Agrotis mansa
Agrotis mansa är en fjärilsart som beskrevs av Köhler 1967. Agrotis mansa ingår i släktet Agrotis och familjen nattflyn. Inga underarter finns listade i Catalogue of Life.